# Франк Ведекінд
Франк Ведекінд, Беніямін Франклін Ведекінд (нім. Benjamin Franklin Wedekind; 24 липня 1864, Ганновер — 9 березня 1918, Мюнхен) — німецький поет та драматург, попередник експресіонізму.

## Біографія і творчість
Народився 24 липня 1864 року в місті Ганновері в сім'ї лікаря і акторки. Навчався в Мюнхені і Цюриху. З 1884 року увійшов до кругів мюнхенського модерну. Після смерті 1881 року батька успадкував значний спадок. Як драматург випробував вплив Бюхнера, Ібсена, Ніцше, Стріндберга, Гауптмана. З 1896 співпрацював з мюнхенським сатиричним журналом Сімпліцисімус. Писав тексти для політичного кабаре.
П'єса «Скринька Пандори» (1904) викликала судовий розгляд як така, що ображає громадську моральність. Гучний успіх мала постановка його драми «Пробудження весни» Максом Рейнхардтом (1906). У Російській імперії її поставив Всеволод Мейєрхольд (1907, см: 2004/37/155 [Архівовано 25 серпня 2011 у Wayback Machine.]), украй негативну рецензію на п'єсу і постановку написав Олександр Блок (Мейєрхольд також перевів у 1908 драму Ведекінда «Дух землі»).
У Ведекінда був любовний зв'язок з австрійською письменницею, що була дружиною А. Стріндберга Фрідою Уль, у них народився син Фрідріх.
У 1906 році Ведекінд одружився з акторкою Тіллі Нойєс (1886–1970), обидві їхні дочки, Памела (1906–1986) і Кадіддя (1911–1994), стали акторками, акторкою стала і донька Памели Карола Реньє (нар. 1946).

## Спадщина і визнання
На основі драм Ведекінда «Дух землі» і «Скриньку Пандори» Альбан Берг створив оперові Лулу (залишилася незавершеною, її завершив в 1979 Фрідріх Черха). По «Скриньці Пандори» зняв однойменний фільм Георг Вільгельм Пабст (1929, в головній ролі Луїза Брукс, роль Лулу в кіно виконувала також Аста Нільсен, 1923). Фільм Лулу зняв в 1980 році Валеріан Боровчик.
У 1999 році драму «Пробудження весни» поставив Роман Віктюк. У 2006 році мюзикл на її основі з величезним успіхом йшов на Бродвеї в театрі Юджина О'Ніла (премія Тоні, запис отримав премію Гремми, 2008).
У 2001 році дилогію «Дух землі» і «Скринька Пандори» під загальною назвою Лулу поставив в Театрі на Малій Бронній режисер Андрій Житинкін ( [Архівовано 24 вересня 2015 у Wayback Machine.]).
У 2008 році оперу Берга Лулу поставив у «Гелікон-опері» Дмитро Бертман.

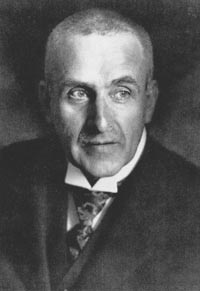
Франк Ведекінд

## Твори
- Kinder und Narren (1890)
- Frühlings Erwachen, Драма (1891)
- Der Liebestrank (1891)
- Erdgeist (1896)
- Die Fürstin Russalka, вірші, розповіді, пантоміми (1897)
- Der Kammersänger (1897)
- Marquis von Keith (1901)
- Der Tantenmörder (1902)
- So ist das Leben (1902)
- Mine-Haha (1903)
- Die Büchse der Pandora (1904)
- Hidalla oder Sein und Haben (1904)
- Totentanz (1905)
- Die vier Jahreszeiten, вірші (1905)
- Musik (1907)
- Die Zensur (1907–1908)
- Oaha (1908)
- Der Stein der Weisen (1909)
- Franziska (1911)
- Simson oder Scham und Eifersucht, драма в віршах (1913)
- Bismarck (1914–1915)
- Überfürchtenichts (1915–1916)
- Herakles, драма у віршах (1916–1917)